# Viale (ort i Argentina)
Viale är en ort i Argentina.   Den ligger i provinsen Entre Ríos, i den centrala delen av landet, 300 km norr om huvudstaden Buenos Aires. Viale ligger 71 meter över havet och antalet invånare är 8 939.
Terrängen runt Viale är platt. Viale är det största samhället i trakten.
Trakten runt Viale består till största delen av jordbruksmark. Runt Viale är det ganska glesbefolkat, med 23 invånare per kvadratkilometer.